# 199e division de fusiliers (2e formation)
Pour les articles homonymes, voir 199e division.
La 199e division de fusiliers (russe : 199-я стрелковая дивизия) est une division d'infanterie de l'Armée rouge pendant la Seconde Guerre mondiale.
Elle est formée en mai 1943 dans le district militaire de Moscou, à partir de deux brigades de fusiliers. Elle est bientôt affecté à la 68e armée, alors dans la réserve de la Stavka mais ensuite affectée au front de l'Ouest. En août et septembre, elle combat dans le cadre de la bataille de Smolensk et reçoit le titre honorifique « de Smolensk ». Après cette victoire, elle avance vers l'ouest et prend part aux batailles d'usure acharnées à l'est d'Orcha pour le reste de l'année. Lorsque la 68e armée est dissoute début novembre, la 199e division est transférée à la 5e armée, puis bientôt à la 33e armée. Devant l'échec des tentatives de percée soviétiques, la 33e armée est déplacée vers le nord et passe l'hiver et le début du printemps 1944 à des efforts tout aussi vains pour encercler Vitebsk par le sud-est. Lorsque le front de l'Ouest est dissous en avril, la division est réaffectée au 2e front biélorusse où elle passe quelques semaines à se reconstituer avant d'être affectée à la 49e armée, où elle reste pour le reste de la guerre. Au début de l'offensive d'été, la 199e division de fusiliers participe aux combats pour Moguilev et à la traversée du fleuve Dniepr, pour lesquels elle reçoit l'ordre de Souvorov. Elle est décorée plus tard de l'ordre du Drapeau rouge pour la libération d'Osovets (en). Après la première phase de l'offensive Vistule-Oder en 1945, la division attaque en Poméranie orientale en direction de Dantzig et deux de ses régiments de fusiliers reçoivent également l'ordre du drapeau rouge. Au cours de l'offensive de Berlin, la 199e division traverse les deux bras de l'Oder près de Stettin avant d'avancer à travers le nord-est de l'Allemagne et de rejoindre les forces britanniques. La division reçoit d'autres décorations après la capitulation allemande, mais est bientôt dissoute.

## Création
Une première 199e division de fusiliers est créée en avril 1941 et dissoute à l'été 1942. La nouvelle 199e division de fusiliers est formée le 20 mai 1943, près de Kalinine, dans le district militaire de Moscou, à partir de deux brigades de fusiliers, la 126e et la 128e.

### 126ebrigade de fusiliers
Cette brigade est formée de décembre 1941 à avril 1942 dans le district militaire de l'Oural et est affectée à la réserve de la Stavka fin avril. En mai, elle est affectée à la 11e armée du front du Nord-Ouest, sur le flanc nord de la poche de Demyansk, et reste dans cette armée pendant près d'un an. Après l'évacuation de la région de Demiansk par le IIe corps d'armée allemand en février 1943, en avril, la 126e brigade retourne dans la réserve de la Stavka, avec la 27e armée. C'était sous ce commandement qu'elle est dissoute pour former la 199e division.

### 128ebrigade de fusiliers
Cette brigade commence à se former en décembre 1941 dans le district militaire de l'Oural. Elle reste dans le district jusqu'en mai 1942, date à laquelle elle est envoyée au front de l'Ouest et affectée au 7e corps de fusiliers de la Garde dans les réserves du front. En août, elle est affectée à la 33e armée du même front et en septembre, elle retourne au 7e corps de la Garde de la même armée. Au début de 1943, elle est de nouveau placée dans les réserves du front, avant de passer en février au 8e corps de fusiliers de la Garde (ru) de la 10e armée. Ce corps est réaffecté à la 16e armée en mars, et la brigade effectue son dernier transfert en avril, désormais à la 50e armée (ru), toujours au sein du front de l'Ouest. Début mai, elle entre dans la réserve du haut commandement suprême, où elle fusionne avec la 126e brigade pour former la nouvelle 199e division de fusiliers.
La division est formée avec l'ordre de bataille suivant :
- 492e régiment de fusiliers
- 584e régiment de fusiliers
- 617e régiment de fusiliers
- 500e régiment d'artillerie
- 124e bataillon antichar
- 257e bataillon de reconnaissance
- 335e bataillon de sapeurs[4]
- 569e bataillon de transmissions (plus tard 260e compagnie de transmissions)
- 2e bataillon médical/sanitaire
- 178e compagnie de défense chimique (anti-gaz)
- 285e compagnie de transport automobile (plus tard 336e)
- 269e boulangerie de campagne
- 32e hôpital vétérinaire divisionnaire
- 1773e station postale de campagne
- 1730e bureau de campagne de la Banque d'État

Le colonel Vassili Mikhaïlovitch Larine est nommé commandant le jour même de la formation de la division, mais il quitte ce commandement le 4 juin (il dirigera plus tard la 98e division de fusiliers de la Garde). Début juin, la division est affectée à la 68e armée, toujours dans la réserve de la Stavka. En juillet, juste avant le début de l’offensive d’été, l’armée est affectée au front de l'Ouest.

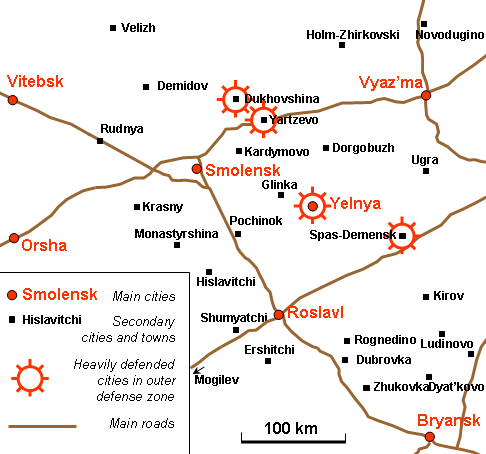
Situation générale de la région de Smolensk pendant l'offensive.

L'opération Souvorov débute le 7 août par un bombardement préliminaire à 4 h 40 et un assaut terrestre à 6 h 30. À cette époque, la 199e division fait partie du 81e corps de fusiliers avec la 192e division de fusiliers (ru). Le commandant du front de l'Ouest, le colonel-général Sokolovski engage ses 5e, 10e Garde et 33e armées dans l'assaut initial, tandis que la 68e armée est en deuxième échelon. L'attaque se heurte rapidement à une forte opposition et s'arrête. En début d'après-midi, Sokolovski s'inquiète de l'incapacité de la plupart de ses unités à avancer et décide d'engager une partie de la 68e armée pour renforcer la poussée de la 10e armée de la garde contre le XIIe corps d'armée. Cette décision prématurée ne parvient qu'à encombrer un front déjà au point mort avec encore plus de troupes et de véhicules.
Le matin du 8 août, Sokolovski reprend son offensive à 7 h 30, mais il a maintenant trois armées enchevêtrées sur l'axe principal d'avancée. Après une préparation d'artillerie de 30 minutes, les Soviétiques reprennent leurs attaques sur un front de 10 km de large. Le 81e corps est inséré entre les deux corps de la 10e armée de la Garde, renforçant la pression sur le 488e régiment de grenadiers de la 268e division d'infanterie. Des renforts de la 2e Panzerdivision arrivaient de Ielnia en soutien. Le lendemain, la 10e armée de la Garde réussit presque à se frayer un chemin jusqu'à la colline 233.3, mais est repoussée par une furieuse contre-attaque allemande. La colline est finalement prise par une attaque massive dans la soirée du 10 août. Le lendemain, il devient clair que le XIIe Corps va manquer de fantassins et, à la fin du jour, les forces allemandes commencent à se replier vers la voie ferrée Ielnia  –  Spas-Demensk. Le front de l'Ouest a désormais dépensé presque toutes ses munitions d'artillerie et n'est pas en mesure d'exploiter immédiatement le retrait. Sokolovski a été autorisé à suspendre temporairement l'opération Souvorov le 21 août. Le 16 août, le colonel Poyarov quitte son commandement et devient chef d'état-major du 81e corps en septembre. Il est remplacé par le colonel Matveï Prokopevitch Kononenko. Cet officier sera promu au grade de général de division le 22 février 1944.

### Offensive de Elnia
Sokolovski n’a qu’une semaine pour se réorganiser en vue de la prochaine poussée. Selon le nouveau plan, la 10e armée de la Garde et les 21e, 33e et 68e armées doivent mener l'effort principal, en attaquant le XIIe corps tout le long de son front jusqu'à ce qu'il se brise, puis en lançant des groupes mobiles à travers les brèches pour s'emparer de Ielnia. L'offensive débute le 28 août avec une préparation d'artillerie de 90 minutes sur un front de 25 km de large, mais n'inclue pas initialement la 68e armée. Une brèche apparaît bientôt sur le front allemand dans le secteur de la 33e armée, et le 5e corps mécanisé est engagé. Le deuxième jour, ce corps réussit une percée et Ielna est libérée le 30 août. À cette époque, les divisions de fusiliers attaquants étaient réduites à 3 000 hommes ou moins. Le 1er septembre, la 199e division de fusiliers est réaffectée au 72e corps de fusiliers, toujours au sein de la 68e armée.

### Avance vers Smolensk
L'offensive est de nouveau suspendue le 7 septembre, avec une semaine pour le réapprovisionnement logistique. Lorsqu'elle reprend le 15 septembre, la 4e armée allemande doit tenir un front de 164 km avec moins de 30 000 soldats. Sokolovski se prépare à déployer son effort principal avec les quatre mêmes armées contre les positions du IXe corps d'armée à l'ouest d'Ielnia ; ce corps dispose de cinq divisions décimées pour défendre un front de 40 km de large. À 5 h 45, une préparation d'artillerie de 90 minutes est lancée, suivie d'intenses bombardements. Lorsque l'attaque terrestre commence, l'effort principal est dirigé vers le sud de la voie ferrée Ielnia  –  Smolensk près de la ville de Leonovo (ru). Les attaques reprennent à 6 h 30 le 16 septembre. La 68e armée continue de lancer des attaques de sonde contre les 35e et 252e divisions d'infanterie, et bien que le IXe corps n'ait pas été brisé après deux jours, il reçoit l'ordre de se retirer vers la ligne de défense suivante dans la nuit du 16 au 17 septembre. Sokolovski ordonne alors de poursuivre l'aile gauche du corps et d'approcher Smolensk par le sud avec la 68e armée, la 10e armée de la Garde et la plupart de ses blindés.
Le 18 septembre, la 4e armée se replie sur la ligne baptisée « Hubertus », poursuivie par les troupes du front de l'Ouest. Sur le papier, cette ligne offre la possibilité de monter une défense de dernière minute de Smolensk, mais en réalité, seuls des travaux de terrain très basiques ont été effectués. Le IXe Corps est désormais une formation brisée et en retraite mais les armées soviétiques convergentes doivent faire une pause de quelques jours à l’extérieur de la ville avant de lancer l’assaut final. Le matin du 22 septembre, la 68e armée réalise une nette percée au sud-est de Smolensk, dans le secteur tenu par les restes de la 35e division d'infanterie. Le lendemain matin, il est clair que la ligne Hubertus ne peut être tenue et le commandant de la 4e armée se prépare à évacuer la ville. Dans l'après-midi du 24 septembre, le 72e corps repousse la 337e division d'infanterie. Sokolovski savait que la 4e armée est incapable de défendre Smolensk et il souhaite que la ville soit sécurisée avant qu'elle ne soit complètement détruite. Le lendemain, à 10 heures, le 72e corps entre dans la partie sud de la ville et rejoint les unités des 5e et 31e armées. La division est récompensée le titre honorifique de Smolensk.
La 4e armée se replie dans la nuit du 26 au 27 septembre sur une ligne Roudnia - Mstsislav. La responsabilité de la poursuite le long de l'autoroute Minsk  –  Moscou est confiée aux 5e et 68e armées, alors que davantage d'armées fatiguées par le combat sont retirées de la première ligne pour se regrouper.

## Offensives d'Orcha
Le 3 octobre, la 68e armée a atteint un front s'étendant de la rive sud du Dniepr au sud de Vijimaki le long de la Mereïa (en) jusqu'à Liadi (en). Les 192e et 199e divisions du 72e corps, ainsi que la 159e division de fusiliers et la 6e division de cavalerie de la Garde attaquent les positions allemandes à Filati sur le Mereïa. La 18e division de Panzergrenadier est sous pression, et elle est chassée vers l'ouest lorsque les 159e et 88e divisions de fusiliers attaquent de l'autre côté de la rivière, à la fin du 8 octobre. Poursuivis par les détachements avancés des divisions de tête de l'armée, les panzer-grenadiers prennent de nouvelles positions le 11 octobre le long de la rivière Rossasenka. La 68e se prépare à reprendre ses assauts le 12 octobre, mais en raison des transferts à la 31e armée, elle est désormais réduite à seulement trois divisions (192e, 199e et 159e).

### Deuxième offensive d'Orcha
Encouragé par quelques modestes succès le long de la route Smolensk  –  Orcha, Sokolovski ordonne à ses forces de reprendre les opérations au début du 12 octobre. Les trois divisions de la 68e armée sont chargées de défendre le flanc gauche de la 31e armée, au sud du Dniepr. L'attaque commence par une préparation d'artillerie à laquelle les forces allemandes s'attendaient ; en se repliant sur la deuxième ligne de tranchées, elles échappent à toute perte importante et l'offensive échoue presque immédiatement. Les combats se poursuivent jusqu'au 18 octobre mais les gains ne dépassent pas 1 500 m au prix pour le front de 5 858 tués et 17 478 blessés. Cet échec est suivi par une réorganisation majeure et au début du mois de novembre, le 199e est de retour dans le 81e corps, qui est transféré à la 5e armée lorsque la 68e est dissoute le 5 novembre.

### Quatrième et cinquième offensives d'Orcha
Sokolovski soumet le 9 novembre son plan de nouvelle offensive à la STAVKA. Le deuxième groupe de choc est composé des 5e et 33e armées, formées en trois échelons attaquant au sud du Dniepr vers Doubrowna et Orcha. Elle doit commencer le 14 novembre après une préparation d'artillerie et aérienne de trois heures et demie. Le front offensif global s'étend sur 25 km de large et le 81e corps fait face à la 18e division de Panzergrenadier ainsi qu'au 260e régiment d'infanterie. Au début, le corps combat avec succès jusqu'à ce que son assaut s'arrête aux abords nord de Bobrovna. L'assaut fut repris le lendemain, mais Bobrovna et les hauteurs à l'ouest de la Rossasenka continuent de résister, en grande partie grâce aux contre-attaques déterminées de groupements allemands de la taille d'un bataillon. Les combats se poursuivent pendant trois jours supplémentaires face à une résistance allemande croissante. Enfin, en engageant la nouvelle 144e division de fusiliers, les Soviétiques obtiennent une tête de pont de 10 km de large et de 3 à 4 km de profondeur au-dessus de la Rossasenka au soir du 18 novembre. Il s'agit de l'une des pénétrations les plus profondes réalisées au cours de l'offensive, qui a coûté 9 167 morts et 28 589 blessés supplémentaires parmi les quatre armées impliquées. Une cinquième offensive a lieu du 30 novembre au 5 décembre, à travers la neige mouillée qui a transformé les routes en boue. Des éléments de la 5e armée parviennent finalement à s'emparer de Bobrovna le 2 décembre mais les réserves allemandes empêchent toute avancée supplémentaire. À ce moment, les divisions de l'armée variaient entre 3 088 et 4 095 personnes. À la suite de ces échecs successifs, Sokolovski ordonne bientôt à ses forces de se regrouper au nord pour rejoindre le 1er front de la Baltique dans une nouvelle tentative pour prendre Vitebsk. Alors que ce regroupement se poursuit plus tard en décembre, la 199e division de fusiliers est réaffectée au 36e corps de fusiliers de la 33e armée.

## Batailles de Vitebsk
Lorsque le redéploiement et le regroupement sont terminés le 22 décembre, l'armée compte 13 divisions de fusiliers, soutenues par un corps de chars, quatre brigades de chars et dix régiments de chars et d'artillerie automotrice, ainsi qu'une artillerie importante. L'attaque commence le lendemain en coopération avec la 39e armée. Le 36e corps (215e (ru), 199e, 274e divisions de fusiliers (ru) avec la 256e brigade de chars en soutien) est déployé sur un secteur allant de Khotemle à Argouni, face à des éléments de la 246e division d'infanterie du VIe corps d'armée de la 3e armée Panzer.
Initialement, le 23 décembre, les groupes de choc de la 33e armée repoussent les défenseurs d'environ 1 000 m entre Kovaleva et Arguny, à la jonction des 246e et 206e divisions d'infanterie. Le lendemain, cependant, les 65e, 36e et 81e corps engagent leurs divisions de deuxième échelon et réussissent à élargir la pénétration jusqu'à une profondeur de 2 à 3 km, menaçant de diviser les deux divisions. Un groupement tactique de la Panzer-Grenadier-Division Feldherrnhalle intervient mais malgré cela, le 25 décembre, l'ensemble de la 33e armée avance de 2 à 7 km, bloque la contre-attaque allemande et atteint la ligne ferroviaire Smolensk  –  Vitebsk, à 20 km au sud-est de la place centrale de Vitebsk. L'avancée se poursuit le 26 décembre lorsque des éléments des 199e et 215e divisions se battent pour le village de Zakhodniki. Après cela, des combats intenses font rage pendant deux jours dans la région de Maklaki alors que le groupement de la Feldherrnhalle lutte pour empêcher les forces soviétiques de couper sa ligne d'approvisionnement critique.
Sous la pression incessante de la STAVKA, la 33e armée poursuit ses assauts le 1er janvier 1944. Le commandant de l'armée, le colonel-général Vassili Gordov crée un nouveau groupe de choc centré autour du 36e corps. Les 199e et 274e divisions sont au premier échelon entre Gribouni et Kopti, la 215e au deuxième échelon. Sokolovski assigne deux divisions supplémentaires au corps le lendemain et Gordov prévoit d'engager la 371e division de fusiliers (en) à la jonction des 199e et 274e pour diriger l'avancée sur Sosnovka. Le groupe de choc doit pénétrer les défenses le long de la route Vitebsk-Orcha et avancer vers l'ouest, traverser la rivière Loutchesa et avancer le long de l'axe Sosnovka, Ostrovno et Diaglevo pour rejoindre le 1er front balte et encercler la 3e armée blindée. Elle frappe à l'aube du 1er janvier, malgré une forte tempête de neige qui s'est emparée de toute la région. Au cours des cinq jours de combats acharnés qui ont suivi, le groupe de choc élargit la pénétration d'environ 1 000 m vers l'ouest en direction de la route Vitebsk  –  Orcha, forçant le 3e Panzer à engager sa réserve de la 131e division d'infanterie pour contenir l'assaut juste avant la route. Au cours de ces combats, les 199e et 371e capturèrent Gribouni, arrivant à portée de fusil de la route. Le 6 janvier, la STAVKA a approuvé à contrecœur la demande de Sokolovskii d'ordonner un arrêt temporaire.
L'effort suivant commence le 8 janvier, lorsque les 5e et 39e armées rejoignant la 33e. Le 36e corps forme à nouveau le groupe de choc de Gordov et reçoit l'ordre d'attaquer les défenses de la 131e division d'infanterie et de la Feldherrnhalle dans le secteur de 6 km de large entre Gribouni et Maklaki. Les 199e, 371e, 274e et 95e divisions de fusiliers (ru) au premier échelon, soutenues par la 215e brigade de chars et appuyées en outre par quatre brigades de chars. Le plan d'exploitation reste similaire à celui de l'assaut précédent. Deux divisions du 65e corps doivent soutenir le 199e si elle atteint la Loutchesa. À ce moment, toutes les divisions de fusiliers du front occidental sont à moins de 40 pour cent de leurs effectifs.
L'assaut du 36e corps obtient un succès initial significatif. Bien que le 199e n'ait réussi à prendre ni Gribouni ni Starintsi, les trois divisions restantes du premier échelon pénètrent les défenses de la Feldherrnhalle le long d'un front de 6 km. En deux jours de combats, la 371e division écrase un petit saillant défendu par un bataillon du régiment de fusiliers de la Feldherrnhalle et avance de 2 km supplémentaires, tandis que les 274e et 95e gagnent jusqu'à 4 km. Cependant, les Allemands réagissent rapidement pour contrecarrer les nouveaux succès soviétiques et les empêche de les exploiter avec leur corps de chars. À la fin du 14 janvier, les assauts du 36e corps s'éteignent tandis que les divisions n'ont plus que 2 500 à 3 500 hommes chacune. En préparation d'une reprise de l'offensive le lendemain, vers le sud en direction de Krynki Sokolovskii transfère le 199e au 72e corps de fusiliers de la 5e armée.
Une fois regroupé pour l'attaque sur le secteur de 6 km de large allant de Zizibi vers l'est jusqu'à Mialfi, le groupe de choc de la 5e armée est composé des 199e, 159e et 157e divisions de fusiliers (ru). L'objectif est de repousser les forces allemandes au-delà de la rivière Soukhodrovka avec les 199e et 159e, appuyées par la 26e brigade blindée, et, en cas de succès, de capturer Vysotchany. L'attaque débute pendant la nuit du 14 au 15 janvier dans des conditions de froid glacial, sous le couvert du blizzard. Le 617e régiment de fusiliers, renforcé de quatre chars, se lance à l'assaut à 05h00 le 16 janvier, mais n'obtient pas de succès. Il repousse plusieurs contre-attaques, mais essuie ensuite des tirs nourris qui clouent au sol les fusiliers. Après un soutien d'artillerie, le régiment, avec plusieurs chars T-34, réussit à prendre le village de Chvedy, repoussant les défenseurs vers Soukhodrovka. Après plusieurs jours de combats acharnés, le groupe de choc prend Krynki et repousse les forces allemandes à environ 2 km à l'est de ce point.
Après avoir regroupé ses forces une fois de plus, le commandant de la 5e armée, le lieutenant-général Krylov envoie les 199e et 157e divisions, cette fois appuyées par la 274e division et des éléments du 45e corps, à l'attaque du 20 janvier. Cette force combinée éloigne les forces allemandes du secteur ferroviaire de Miafli à Leutino et progresse vers les approches nord des villages de Shugaevo et Kriukovo. C'est à ce stade que l'offensive du front de l'Ouest en janvier prend fin. En 16 jours de combat, il a subi plus de 25 000 victimes, dont plus de 5 500 morts, pour une avancée de 2 à 4 km. Quelques jours plus tard, le 199e revient sous le commandement 81e corps, qui relève désormais de la 33e armée.

### Combats pour la Loutchesa
Sokolovski reçoit l'ordre de déplacer l'axe de ses attaques vers le nord, en direction de Vitebsk même. La 33e armée doit former le groupe de choc le plus important, avec un seul échelon des quatre corps de fusiliers déployés sur un front de 16 km depuis Ougliane vers le sud jusqu'à Chelaï. Gordov affecte les 81e et 36e corps pour mener l'assaut principal vers et à travers la Loutchesa sur l'aile gauche de son groupe de choc. Au sein du 81e corps, la 95e division est en premier échelon et la 199e en deuxième, elles doivent attaquer sur un front de 4 km depuis la voie ferrée Vitebsk  –  Orcha au sud de Gribouni contre les défenses de la 131e division d'infanterie. Une diversion est organisée par deux divisions de la 5e armée le 2 février, mais elle ne détourne pas beaucoup l'attention des Allemands. L'offensive principale débute à l'aube du 3 février avec une préparation d'artillerie qui s'avère largement inefficace en raison du manque de munitions. Malgré cela, le groupe de choc de Gordov obtient un succès immédiat en perçant les défenses et en avançant jusqu'à 2 km sur tout son front. La 95e division, appuyée par une brigade de chars, se fraie un chemin à travers la route et s'empare des points forts de Dymanovo et de Starintsy. Après avoir avancé de près de 2,5 km plus loin, la 95e division s'est approche de la rive orientale de la Luchesa, à l'est de Porotkovo, à seulement 10 km au sud de Vitebsk. La 199e suit dans son sillage.
Gordov ordonne le 4 février à ses commandants de corps de commencer à engager leurs divisions de deuxième échelon pour étendre la pénétration et, en particulier, s'emparer des passages sur la Loutchesa. Bien que partiellement gelée, la rivière mesure près de 50 m de large, 1,5 à 4,5 m de profondeur et a des berges avec une pente de 45 à 60 degrés, ce qui en fait un obstacle redoutable pour les chars et l'infanterie. Le nouvel assaut est précédé d'un raid d'artillerie de 10 à 15 minutes. Cela conduit à une bataille décousue qui a fait rage le long du fleuve pendant trois jours pour la possession de têtes de pont critiques. La 199e division est engagée tôt sur la droite du 95e avec l'ordre de traverser la rivière à l'est de Porotkovo. Cependant, elle est incapable d'écraser les forces allemandes défendant leur propre tête de pont à Noviki, et le 95e n'est fut pas non plus en mesure de forcer son propre passage. Une impasse virtuelle persiste le 7 février et le coût pour les attaquants des 39e et 33e armées du 4 au 6 février s'élève à plus de 3 600 hommes tués ou blessés. Après avoir échoué à percer proprement les défenses après cinq jours de combat, Sokolovski et Gordov cherchent désespérément un point faible dans les défenses du VI Corps. Le 65e corps est déplacé vers de nouvelles positions d'attaque à l'ouest de la voie ferrée Vitebsk  –  Orcha pour lancer un assaut concerté avec le 81e corps contre la tête de pont de Noviki. Cinq jours supplémentaires de combats commencent le 8 février et, finalement, le 11 février, ils réussissent à traverser la rivière au nord-ouest de Starintsy et à s'emparer d'un logement près du village de Mikhaïlovo. Après avoir repoussé de nombreuses contre-attaques, les 95e et 164e divisions de fusiliers réussissent à se tailler une tête de pont de 2 km de profondeur basée sur Mikhaïlovo, tandis que la 199e capture Noviki mais laisse intactes deux têtes de pont allemandes plus petites au nord et au sud de Boukchtyny. Bien que Gordov ait insisté pour poursuivre l'assaut pendant trois jours supplémentaires après le 13 février, il ne progresse pas en raison de l'attrition des forces attaquantes.
Plus tard en février, la 199e division est transférée au 65e corps de fusiliers, rejoignant la 371e division. Le 28 février, elle était placée au nord de Boukchtyny. Sokolovski prévoit maintenant une nouvelle offensive à travers la Loutchesa, en utilisant à nouveau la 33e armée comme principal groupe de choc. Le 65e corps doit forcer un passage près de Noviki et capturer Sosnovka. Au total, neuf divisions de fusiliers de l'armée sont concentrées sur le front de la Loutchesa, appuyées par six brigades de chars. Ils affrontent les 197e et 299e divisions d'infanterie du VIe corps.
Avant que l'assaut puisse commencer, le commandant de la 3e armée Panzer, le colonel-général Georg-Hans Reinhardt, perturbe le plan en raccourcissant son front défensif autour de la ville. La STAVKA interprète cela comme un préalable à un retrait complet du saillant de Vitebsk et ordonne de poursuivre les Allemands. À l'aube du 28 février, les trois corps de fusiliers de la 33e armée se lancent face au VIe corps après une préparation d'artillerie, le long et en avant de la Loutchesa. Les 199e et 144e divisions capturent la tête de pont allemande à Boukchtyny puis, le 1er mars, forcent ensemble leur passage à travers la Loutchesa, s'emparant d'un petit bâtiment sur la rive ouest aux abords de Chouki. De violents combats font rage à Chouki du 3 au 5 mars alors que Gordov concentre toutes ses forces disponibles dans une tentative d'élargir la tête de pont. Cependant, Reinhardt renforce le secteur menacé avec un groupement tactique de la 299e division d'infanterie et plusieurs bataillons de la 5e division Jäger. Ces renforts contre-attaquent finalement et reprennent la majeure partie de la tête de pont, mais pas la totalité. Les divisions du deuxième échelon de l'armée étant déjà envoyées vers le nord pour la « poursuite », Gordov et Sokolovskii ne peuvent rien faire d'autre que de regarder avec consternation. Le 5 mars, l'offensive s'arrête après seulement des gains minimes.

### Offensive de Bogouchevsk
Le 13 mars, la STAVKA relève le général Gordov du commandement de la 33e armée, le remplaçant par le colonel-général Ivan Petrov. Pour l'effort suivant pour achever l'encerclement de Vitebsk, le front de l'Ouest doit attaquer en direction de Bogouchevsk. Sokolovski est revenu à sa stratégie de la mi-janvier, prévoyant d'étendre le saillant au sud-est de Vitebsk plus au sud, en employant cette fois trois corps de fusiliers sur un front de 12 km de large, soutenus par deux brigades de chars. La 199e division fait désormais partie du 36e corps de fusiliers, avec les 215e et 277e divisions, et est déployée en deuxième échelon. L'assaut débute à l'aube du 21 mars et les défenses allemandes s'effondrent sur tout le front, de Makarova à Diakovina, ce qui permet des pénétrations allant jusqu'à 4 km. Le lendemain, les 215e et 277e divisions capturent deux points forts, forçant un retrait supplémentaire de 1 000 mètres, mais les corps adjacents sont bloqués. Le 23 mars, la 199e division est engagée et aide le reste du corps à pénétrer les défenses de la 14e division d'infanterie, capturant Charki, Kouzmentsy et Efremenki, et avançant jusqu'à 1 000 m supplémentaires en direction de Bouraki. La 3e armée Panzer réussit à peine à contenir l'attaque en engageant des réserves à l'ouest de Tcherkassy. Les combats se poursuivent jusqu'au 29 mars, mais le 27, il est clair pour les deux camps que l'offensive a échoué. De plus, étant donné la perte de 20 630 hommes entre le 21 et le 30 mars, les Soviétiques n'ont pas les moyens de la revigorer.

## Opération Bagration

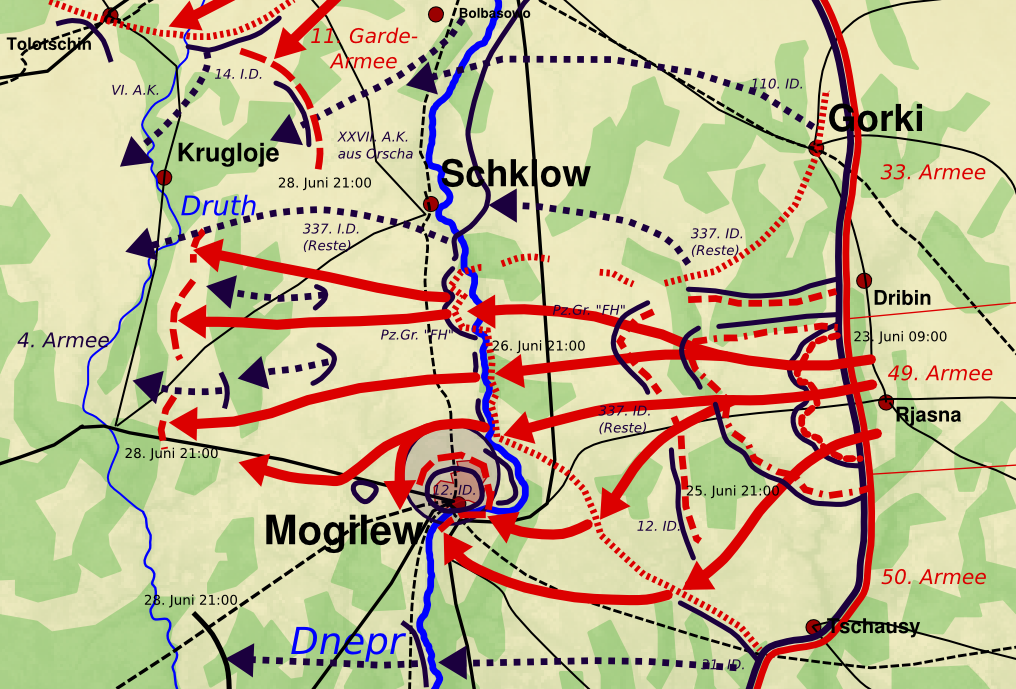
Schéma des actions de l'opération Bagration dans le secteur de Moguilev

Le 24 avril, le front de l'Ouest est divisé en 2e et 3e fronts biélorusses, la 33e armée étant rattachée au premier. Au début du mois de mai, la 199e division de fusiliers est sous le commandement direct de l'armée et passe un mois plus tard sous le commandement direct du front. En juin, elle est transférée au 70e corps de fusiliers de la 49e armée et elle restera dans la 49e armée du 2e front biélorusse pour toute la durée de la guerre.
Le front est sous le commandement du colonel-général Gueorgui Zakharov, et sa tâche principale lors de l'offensive d'été est la libération de Moguilev, tout en immobilisant les divisions de bonne qualité du XXXIX Panzer Corps pour les empêcher de renforcer d'autres secteurs. Des trois armées du front (33e, 50e et 49e), cette dernière a de loin la prépondérance des forces, car il est prévu de prendre la ville et d'avancer le long de la seule bonne route traversant le pays des marais à l'ouest. Elle affronte les 337e et 12e divisions d'infanterie.
Le 22 juin à 6 heures du matin, précédée d'un barrage d'artillerie de 30 minutes, une compagnie de chacune des divisions de première ligne de l'armée attaque les secteurs des deux divisions allemandes pour sonder l'étendue des défenses. Dans la nuit du 22 au 23 juin, de lourdes attaques aériennes de la 4e armée aérienne sur la principale ligne de résistance allemande étouffe le bruit des chars et des canons automoteurs soviétiques qui se mettent en position. Le brouillard matinal retarde l'attaque jusqu'à 7 heures du matin, heure à laquelle un bombardement d'artillerie de 2 heures fait taire l'artillerie allemande. L'infanterie soviétique, appuyée par 200 chars, s'élance à 9 heures dans le secteur de la 337e division d'infanterie, dépassant les trois lignes de tranchées de la zone de défense principale, traversant la rivière Pronia. La 337e division perd six batteries d'artillerie, ce qui montre que ses fantassins ont été débordés avant que les canons puissent battre en retraite. À midi, l'armée a avancé de 4 à 6 kilomètres, mais les chars et les automoteurs ont du mal à traverser la Pronia car les deux ponts de la zone sont démolis.
Lorsque l'offensive du corps dans le secteur du 250e régiment d'infanterie de la 337e division d'infanterie commence à 11 heures le 23 juin, la 199e division de fusiliers commence à avancer en deuxième échelon du 70e corps de fusiliers, derrière la 290e division de fusiliers. La 199e division traverse la Pronia sur la ligne de Zalozhye et Boudino et, à 14 heures, atteint la première ligne de tranchées allemandes au nord et à l'ouest de Boudino. À la fin de la journée, elle parvient sans pertes sur la ligne de Souslovka et de Dalyekiye Nivy.
Dans la soirée, les contre-attaques allemandes stoppent l'avancée soviétique. À 21 h 45, la division Feldherrnhalle reçoit l'ordre de reprendre la défense de 20 km du secteur de la 337e division. À ce moment, la 49e armée étend sa pénétration jusqu'à une profondeur de 8 km sur un front de 12 km. Le matin du 24 juin, l'armée, appuyée par le 
de la 50e armée, renouvelle l'assaut contre les deux divisions allemandes, après une préparation d'artillerie massive de 30 minutes.
La division est engagée dans les combats à partir de 6 heures du matin le 24 juin, le 617e régiment de fusiliers prenant Souslovka et avançant sur Goreminy et Jakovka. Le 492e régiment de fusiliers parvient au sud de Souslovka et continue vers la périphérie sud de Jakovka. Le 584e régiment de fusiliers est maintenu en réserve en vue d'avancer derrière le 617e régiment. À 10 heures, le 617e combat pour la cote 194.9 et le 492e pour la périphérie sud de Jakovka. À 20 heures, le 617e mène des échanges de tirs à 500 mètres à l'est de Souslovka et le 492e dans la forêt à 600 mètres au sud de Souslovka.
À midi, une brèche dans la défense est ouverte à l'est de Tchernevka ; la 337e division a perdu la majeure partie de son artillerie et se désintégre, et un détachement avancé de la 42e division de fusiliers, suivi du reste du 69e corps de fusiliers, atteint la ville à 17 heures et traverse la rivière Basia. L'assaut se poursuit le lendemain à 6 heures du matin et à minuit, l'armée s'approche des ponts du Dniepr à Moguilev et la traversé du fleuve commence le matin du 26 juin
Le 25 juin, le 617e régiment est engagé dans des combats intenses sur la rive ouest de la rivière Basia, à la périphérie nord de Slasteni et sur la colline à l'est de Kirkori à partir de 6 heures du matin. Un bataillon du 584e combat sur la rive ouest de la Basya près de Selichtchie, tandis qu'un autre bataillon combat pour Khilkovitchi, repoussant une contre-attaque allemande de la taille d'une compagnie. Le 492e combat sur la ligne allant de la route de Khilkovitchi au khutor à 1,5 kilomètre au sud-ouest de Khilkovitchi. Le détachement mobile de la division atteint la région située à 200 mètres au nord-ouest de Khutor, à un kilomètre à l'ouest de la rivière. Continuant à poursuivre les Allemands en retraite, la 199e division de fusiliers capture Kirkori, Slasteni, Khilkovitchi, Poplavi et Paskanitsa, et à 13 heures, le 617e a atteint un bois à un kilomètre au sud-ouest de Kirkori, le 492e un bois à 300 mètres à l'ouest de Poplavi, et le 584e et le détachement mobile la lisière ouest de la forêt au nord-est de Sukhari. Au cours de la journée, la division fait face aux tirs d'infanterie et de mitrailleuses allemandes et à des contre-attaques d'infanterie sur les collines au nord de Kirkori, avec des tirs d'artillerie particulièrement puissants depuis la forêt au sud-ouest de Slasteni, et des canons automoteurs allemands se déplaçant de Slasteni à Khilkovitchi.
Le 26 juin, à 8 heures du matin, le 617e régiment se trouve sur la rive ouest de la Basia, à 700 mètres au nord-est de Slasteny, tandis qu'un bataillon du 584e régiment force la traversée de la Basia dans la région du khutor de Ginia. Au même moment, deux bataillons du 492e atteignent la ligne allemande à 500 mètres au sud de Khilkovitchi, tandis que le bataillon restant combat à la périphérie nord-ouest de Khilkovitchi. Repoussant les contre-attaques allemandes, la 199e division atteint les positions suivantes à 12 heures : le 617e à la lisière ouest de la forêt au sud-est de Bouchko, le 584e au nord-ouest de Poplavi et le 492e devant un ruisseau à l'ouest de Poplavi. La division poursuit l'offensive et à 21 heures, deux bataillons du 492e, un bataillon du 617e et la compagnie de reconnaissance de la division passent en force le Dniepr sur la ligne de Kolesichtche et Pavlovka, et se placent en défense 200 à 300 mètres à l'ouest de la rive droite du Dniepr tandis que les unités restantes arrivent derrière eux. Au cours de la nuit, les 617e et 492e s'emparent de quatre tranchées allemandes, atteignant des positions à 500 mètres à l'est de la colline 188, près de Polikovitchi. Ce soir-là, la 49e traverse en force le Dniepr.
Le commandant de la 4e armée allemande reçoit finalement l'ordre d'évacuer la rive est du fleuve, mais à ce moment-là, les cinq divisions ne peuvent plus s'échapper. À 6 h 30 le 27 juin, les troupes soviétiques continuent à repousser les restes de la 337e division d'infanterie et de la Fledherrnhalle au nord de Moguilev. Le seul espoir qui reste à la 4e armée est de battre en retraite plus rapidement que l'Armée rouge ne peut la suivre. Le 28 juin, Moguilev tombe sous une attaque combinée des 49e et 50e armées. Le 10 juillet, la division reçoit l'ordre de Souvorov, 3e classe, pour sa participation à la libération de Moguilev, Chklow et Bykhaw et aux franchissements de la Pronia et du Dniepr.  À 17 h 45, le commandant de la 4e armée reçoit finalement l'ordre de se retirer le plus rapidement possible derrière la Bérézina en raison des désastres survenus à Orcha et Babrouïsk, mais c'était beaucoup trop tard.

### Poursuite vers la Pologne
Afin d'achever la poursuite des forces allemandes vaincues, la STAVKA ordonne à la fin du 28 juin au 2e front biélorusse de développer une offensive rapide en direction de Minsk, en collaboration avec le 3e Front biélorusse, afin de capturer cette ville et d'atteindre la rive ouest de la rivière Svislatch (en) au plus tard le 8 juillet. Les 29 et 30 juin, la 49e armée force le passage de la rivière Drout et poursuit le long de la route Moguilev-Minsk. À la fin de la deuxième journée, les forces principales du 2e front biélorusse se trouvent à 25-30 km de la Bérézina. Le 1er juillet, les détachements avancés du 49e rencontrent une résistance acharnée dans la région de Pahost (en) et sont contraints de mener de violents combats pour capturer les passages sur la Bérézina près de Berazino.
La poursuite du front continue le 3 juillet. La 49e armée achève de conquérir la Bérézina, occupe Berazino et avance encore de 25 à 40 km vers l'ouest. Le même jour, Minsk est libérée et la majeure partie de ce qui reste du groupe d'armées Centre est complètement encerclée. Le 9 juillet, l'armée est chargée d'éliminer cette poche, dans le cadre de ce qu'on appela l'offensive Osovets. La 199e division de fusiliers ne fait pas partie de la force spéciale chargée de ratisser les forêts et les marécages à la recherche des fugitifs, mais elle reçoit néanmoins le 1er septembre l'ordre du Drapeau rouge pour ses succès dans l'opération.  Le 23 août, le général Kononenko passe le commandement au major-général Nikolaï Kuzmitch Maslennikov, mais reprend son poste le 14 septembre.

## En Pologne et en Allemagne
En septembre, la 199e division de fusiliers est affectée au 121e corps de fusiliers, au sein duquel elle restera pour toute la durée de la guerre, à l'exception de quelques brefs périodes en tant que division indépendante. Lors de son avancée en Pologne, elle atteint la rivière Narew, où elle stationne jusqu'au début de l'offensive hivernale. Dans la planification de l'offensive Vistule-Oder, la 3e armée du front doit lancer une attaque le long de son flanc gauche sur un front de 6 km, en direction générale de Janowo et Allenstein ; La 49e armée, tout en défendant solidement avec un seul corps la ligne de la Narew entre Novogrod et Chelsty, doit profiter de la percée de la 3e armée pour attaquer avec ses propres forces principales en direction de Myszyniec. Le 121e corps comprenait désormais les 199e et 380e divisions de fusiliers.
L'offensive débute le 14 janvier 1945, dans des conditions de mauvaise visibilité. La 3e armée écrase la résistance des unités allemandes qui lui font face, pénétrant jusqu'à une profondeur de 5 km sur un front de 10 km et créant les conditions pour que la 49e armée puisse la suivre. Le 16 janvier, la 49e armée continue d'attaquer le long de son flanc gauche mais se heurte à une résistance ennemie obstinée et ne gagne que 2 à 3 kilomètres au cours de la journée. Le combat se poursuit toute la nuit et le lendemain, le 121e corps, soutenu par l'artillerie et l'aviation, avance encore de 4 à 5 km et atteignit une ligne allant de 12 km au nord de Różan à 14 km au nord-ouest du même point. Le 18 janvier, dernier jour de la première phase de l'offensive, les unités de la 49e armée continuent d'attaquer le long de la rive ouest de la Narew.

### Offensive de Poméranie orientale
Le 10 février, les 121e et 70e corps relèvent les forces de la 70e armée sur la rive gauche de la Vistule le long de la ligne Kulm - Gródek (en)- Sierosław (en) - Lniano en préparation de l'offensive vers l'est de la Poméranie. Le 19 février, la 49e armée reçoit l'ordre de poursuivre son attaque en direction de Sominy et Bytów, avec pour tâche de capturer la ligne Sominy - Kloden - Liaskasee avant le 24 février au soir. Cette avancée amène les forces de l'armée aux abords de Gdańsk, et lors de la quatrième étape de l'offensive, du 14 au 30 mars, la 49e armée est l'une des armées qui ont dégagé et occupé la ville. Le 5 avril, les 492e et 617e régiments de fusiliers reçoivent l'Ordre du Drapeau rouge pour la capture de Czersk.

## Offensive de Berlin
Au début de l'offensive stratégique de Berlin, les divisions de fusiliers du 2e front biélorusse variaient en effectifs entre 3 600 et 4 800 hommes chacune. La 49e armée est déployée sur un front de 16 km sur l'Oder, de Kranzfelde à Nipperwiese. Le 121e corps compte les 380e et 42e divisions en premier échelon et la 199e en second échelon. Au cours des 18 et 19 avril, le front lance des reconnaissances intensives en vue de préparer la traversée des deux bras de l'Oder. Le 22 avril, la division réussit à faire passer quatre bataillons sur la rive ouest de l'Oder occidental. Le lendemain, l'opération se poursuit, entravée par les tirs nourris des Allemands. Dans la zone de la 49e armée, trois barges, un pont de 50 tonnes et un pont de 16 tonnes sont en service. Au cours de la journée, deux régiments de la 380e division et les cinq bataillons de fusiliers restants de la 199e passent l'Oder. Le 25 avril, la 49e armée exploite le meilleur succès des 65e et 70e armées dans leurs opérations de passage et transfère forces restantes vers la rive ouest en utilisant les barges de la 70e armée le long du secteur du Harz. Attaquant au sud-ouest et après avoir repoussé cinq contre-attaques allemandes, l'armée avance de 5 à 6 km au cours des combats de la journée, et le soir, le 121e corps atteint la ligne Pinnow  –  Hohenfelde. Du 29 au 30 avril, la 49e armée attaque vers l'ouest, en commençant dans la région de Neustrelitz, et ses détachements avancés établissent le 3 mai le contact avec les unités avancées de la deuxième armée britannique dans la région de Grabow.

## Après guerre
À la fin du 6 mai, la 199e division cède son secteur de défense à la 380e et se concentra dans la région de Karrenzin, où elle passe à l'instruction. Du 8 au 10 mai, un bataillon de chaque régiment parcourt les villages locaux pour arrêter les « personnes suspectes » et les soldats allemands errants. Entre le 7 et le 10 mai, la division a fait prisonniers 1 415 soldats et officiers allemands et arrêté 678 civils. Après la fin de la guerre, le 9 mai, la division continue son entraînement et, le 28 mai, défile devant le commandement de son armée. Entre le 1er et le 4 juin, la division marche vers l'est jusqu'à la région de Zerlanghutte, Adamswalde et Grosszerlang, où elle monte le camp.
Le 4 juin, la division reçoit l'ordre de Koutouzov, 2e classe, pour sa part dans la prise de Stettin, Penkun, Casekow et d'autres lieux ; le 500e régiment d'artillerie remporte également l'ordre de Souvorov, 3e classe, pour les mêmes actions.  Dans le même temps, pour leur rôle dans les combats pour Fürstenberg et d'autres villes, le 124e bataillon antichar et le 569e bataillon des transmissions reçoivent l'ordre d'Alexandre Nevski tandis que le 335e bataillon de sapeurs reçut l'ordre de l'étoile rouge. Plus tôt, le 17 mai, le 584e régiment de fusiliers avait reçu l'ordre de Koutouzov, 3e classe, pour sa participation à la prise de Gdańsk.  À ce stade, la division portait le nom complet de 199e division de fusiliers de Smolensk, du Drapeau rouge, des ordres de Souvorov et de Koutouzov (russe : 199-я стрелковая Смоленская Краснознамённая орденов Суворова и Кутузова дивизия).
Selon l'ordonnance STAVKA no 11095 du 29 mai 1945, partie 6, la 199e division est répertoriée comme l'une des divisions de fusiliers à « dissoudre sur place ». Pour ce faire, la division est dissoute près de Zerlanghutte, Adamswalde et Grosszerlang entre le 7 et le 18 juin, transférant 609 officiers et 5 144 autres grades de moins de 39 ans ainsi que de l'équipement à la 52e division de fusiliers de la Garde : 1 247 chevaux, 161 véhicules, 2 249 fusils, 960 mitraillettes, 82 mitrailleuses légères, 21 mitrailleuses lourdes, 17 canons anti-aériens, 15 mortiers de 120 mm, 36 mortiers de 82 mm, 16 obusiers de 122 mm, 24 canons divisionnaires de 76 mm, neuf canons régimentaires de 76 mm, 11 canons antichar et huit fusils antichar ont été remis. Les soldats âgés de plus de 39 ans, au total 2 041, sont envoyés dans la réserve de la 3e armée de choc pour être démobilisés.